# 水野勝俊
水野 勝俊（みずの かつとし）は、江戸時代前期の大名。備後国福山藩の第2代藩主。水野宗家2代。
初代藩主・水野勝成の長男で、備中国成羽（現在の岡山県高梁市成羽町）に生まれる。生母は三村親成に居候していた藤井道斎の娘・お登久（おとく）。

## 経歴

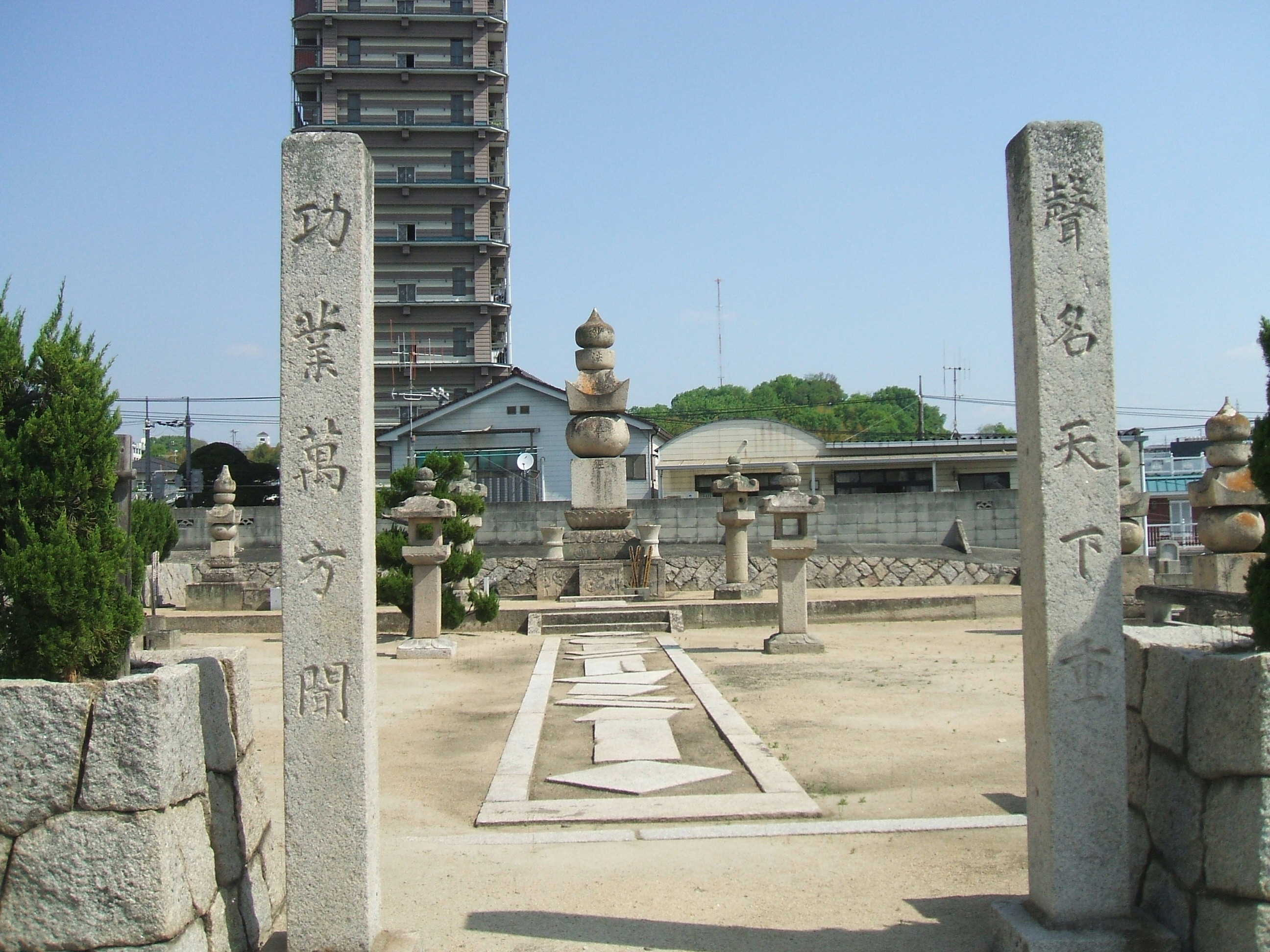
水野勝俊公墓所 （福山市北吉津町）

慶長3年（1598年）、放浪の身であった父・勝成が身を寄せていた三村親成知行の備中国成羽城下にて生まれる。幼名は長吉。初めは勝重と名付けられるが、正保3年（1646年）に勝俊と改める。幼少から勝成に従い、慶長14年（1609年）に11歳で「美作守」に叙任される。慶長19年（1614年）には大坂の陣に参加し、翌年の夏の陣では特に軍功を挙げた。
元和5年（1619年）に勝成の福山入封に同行するが、福島正則の築いた鞆の鞆城（後の鞆町奉行所）に居住したため「鞆殿」と呼ばれたという。寛永9年（1632年）の熊本藩加藤忠広の改易に際しては、勝成と共に熊本城受け取りの任に当たった。寛永15年（1638年）の島原の乱では父・勝成に従い、息子（水野勝貞）と伴に参陣し、総攻撃で原城への一番乗りを果たした。
寛永16年（1639年）、勝俊は42歳で勝成から家督を譲られる。以後、16年余り藩主を務め、父・勝成の事業を継続し、新田開発や領地の整備に奔走した。ただ、勝成は隠居後も藩政へ口出しすることがあり、これに対し勝俊が苦言を呈する場面もあったようである。福山城下の整備では、城下南東に架けた新橋（天下橋）が明治時代まで城下の中心となった。
勝俊は水野家歴代藩主で唯一日蓮宗に帰依しており、城下の日蓮宗妙政寺の大檀越となっているが、他の寺社への庇護も厚く、鞆祇園宮（現在の沼名前神社）に寄進した能舞台は今日も残され、国の重要文化財に指定されている。
明暦元年（1655年）に江戸藩邸で死去し、妙政寺に葬られた。法名は信解院殿前四品作刕太守理円日證大居士。墓所は広島県福山市北吉津町の日蓮宗妙政寺。墓は巨大な五輪塔で、墓前には勝俊に従い殉死した7人の家臣（西山半左衛門、三宅半助、横山惣右衛門、田中十郎右衛門、上田七兵衛、馬場長右衛門、河上一郎右衛門）の墓が並んでいる。

## 人物・評価
勝俊は庶民出自の母を持ち、父の流浪生活に付き従ったためか、封建時代の藩主としては過剰なほど領民に対する気遣いを見せている。例えば、福山城下が火災により焼失したときには、家臣に再建を余り急がせて町人が迷惑してはいけないから、少し遅れてもよいので町人に迷惑をかけぬようにと命じている。また、飢饉のときに藩の鷹師が麦畑を荒らすことがあれば、父・勝成の領地であろうと自分の領地であろうと、届けなしに百姓総出で鷹師を処罰してもよいとしている。度重なる不作に対しては、資金の貸与や年貢の減免など手厚い救済策を講じ、農民の没落を防いでいる。さらに、藩主就任の翌年には幕府から備中松山城在番を命じられるが、藩士がみな木綿の着物を着ていたことから、その質実さを松山の町民が称えたという。しかし、家臣にこうした倹約を強いたにもかかわらず、勝俊の死に際しては家臣7人が殉死するなど、信任は非常に厚かったようである。
能楽や俳諧を好み、俳人・野々口立圃と親交を深めるなど、文化面でも熱心であった。そして、天災や領内整備による財政の窮乏を凌ぎ、藩の安定に尽力するなど、文献で見る限り勝俊は名君と評価できるが、カリスマ的存在である父・勝成の存在により、影が薄くなりがちである。

## 系譜
父母
- 水野勝成（父）
- お登久 ー 藤井道斎の娘（母）

正室
- 於若、長生院 ー 九鬼守隆の娘

側室
- 月岡氏

子女
- 水野長吉（長男）生母は長生院（正室）
- 水野勝貞（次男）生母は月岡氏（側室）
- 多門（三男）
- 亀之助（四男）
- 小八郎（五男）
- 水野勝清（六男）
- 宝隆院（長女） ー 園基福継室、生母は月岡氏（側室）
- 万寿（次女）
- 娘（三女）
- 娘（四女）
- 娘（五女）
- 娘（六女）